# Флох-Зелигенталь
Флох-Зелигенталь (нем. Floh-Seligenthal) — община в Германии, в земле Тюрингия. 
Входит в состав района Шмалькальден-Майнинген.  Население составляет 6316 человек (на 31 декабря 2010 года). Занимает площадь 68,74 км².
Коммуна подразделяется на 6 сельских округов.